# Hai người mẹ (phim truyền hình)
Hai người mẹ (tiếng Hàn: 뻐꾸기 둥지; Romaja: Bbeoggugi Dungji) là drama truyền hình Hàn Quốc 2014 với sự tham gia của Jang Seo-hee, Hwang Dong-joo, Lee Chae-young và Kim Kyung-nam. Phim được phát sóng trên KBS2 từ 3 tháng 6 năm 2014, với lịch phát sóng là từ thứ hai đến thứ sáu hàng tuần lúc 19:50 với số tập 102 

## Nội dung
Phim xoay quanh về cuộc đời của hai nữ chính trong phim và đề tài mang thai hộ còn nhiều ý kiến trái chiều

### Nhân vật chính
- Jang Seo-hee vai Baek Yeonhui
- Hwang Dong-joo vai Jeong Byeongguk
- Lee Chae-young vai Lee Hwayeong /Grace Lee
- Kim Kyung-nam vai Yu Seongbin
- Hyun Woo-sung vai Lee Myeonggun

### Nhân vật phụ
Gia đình của Baek Yeonhui
- Im Chae-moo vai Baek Cheol
- Uhm Yoo-shin vai Hong Geum-ok/Madam Hong
- Son Ga-young vai Baek Junhui
- Jung Ji-hoon vai Jeong Jinwu

Gia đình của Jeong Byeongguk
- Seo Kwon-soon vai Gwak Huija/Madam Gwak
- Ji Soo-won vai Jeong Jinsuk
- Kim Min-jwa vai Jeong Yumi

Gia đình của Lee Hwayeong
- Park Joon-geum vai Bae Chuja
- Jeon No-min vai Bae Chansik
- Lee Sook vai Lee Ssangsun
- Han Kyung-sun vai Lee Gonghui
- Jeon Min-seo vai Lee Sora
  - Park Ji-so vai Sora nhỏ hơn
- Lee Chang-Wook vai Choi Sangdu

### Khách mời
- Lee Jung-hoon vai Oh Ki-seob
- Jung Min-jin vai Lee Donghyeon
- Ahn Hong Jin vai Jin Myeongsuk

## Giải thưởng và đề cử
| Năm  | Giải                 | Hạng mục                                        | Người nhận     | Kết quả   |
| ---- | -------------------- | ----------------------------------------------- | -------------- | --------- |
| 2014 | 3rd APAN Star Awards | Top Excellence Award, Actress in a Serial Drama | Jang Seo-hee   | Đề cử     |
| 2014 | KBS Drama Awards     | Top Excellence Award, Actress                   | Jang Seo-hee   | Đề cử     |
| 2014 | KBS Drama Awards     | Excellence Award, Actor in a Daily Drama        | Hwang Dong-joo | Đề cử     |
| 2014 | KBS Drama Awards     | Excellence Award, Actress in a Daily Drama      | Jang Seo-hee   | Đề cử     |
| 2014 | KBS Drama Awards     | Best Supporting Actress                         | Lee Chae-young | Đoạt giải |